# Franz Lachner

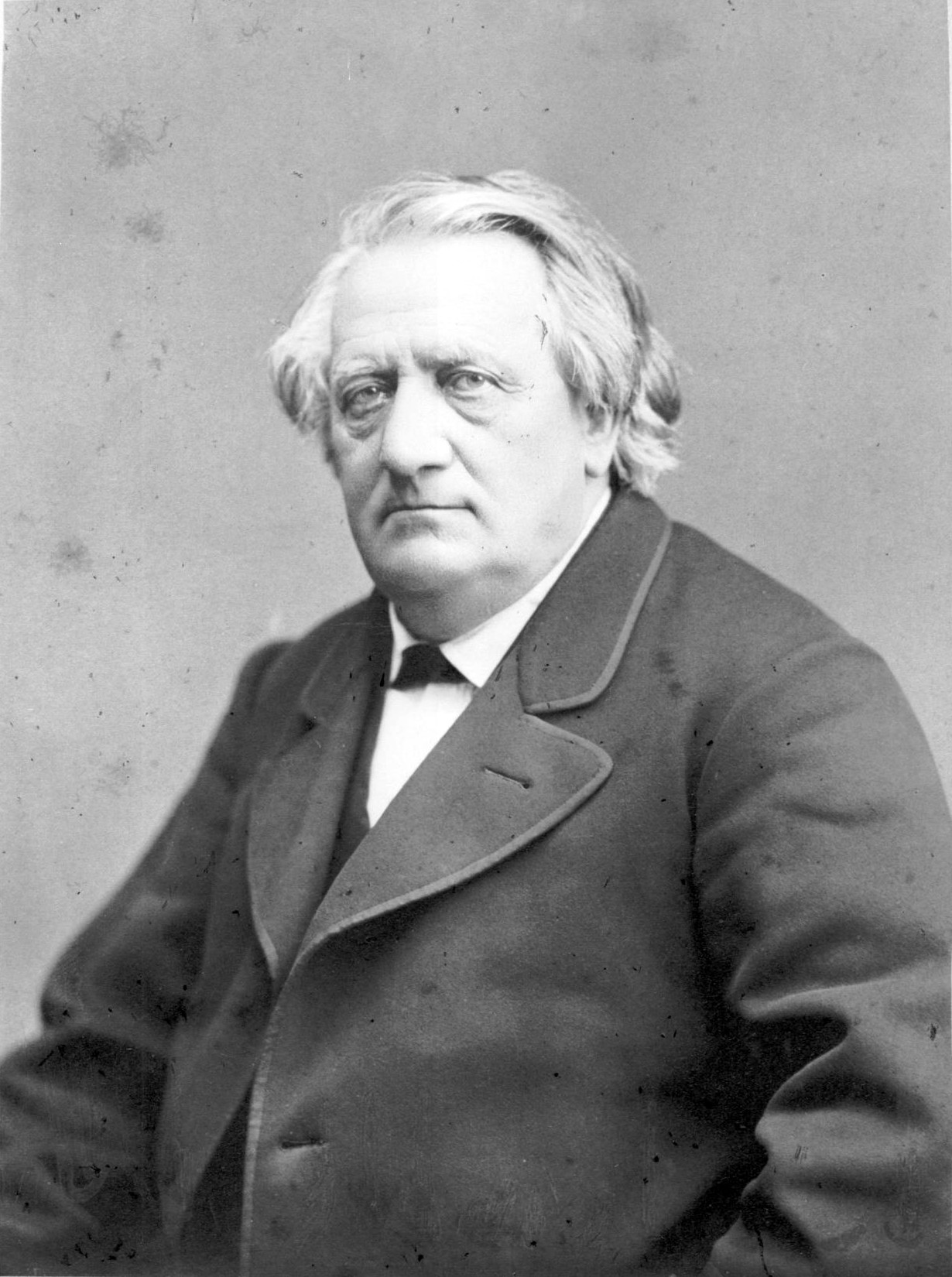
Franz Lachner.

Franz Lachner, född den 2 april 1803 i Rain i Oberbayern, död den 20 januari 1890 i München, var en tysk musiker. Han var bror till Ignaz och Vinzenz Lachner.
Lachner erhöll av sin far (som var organist och med sina 14 barn bildade en orkester) den första musikundervisningen, som han sedan 1820 fortsatte i München och efter 1822 i Wien hos Sechter där han blev Schuberts förtrogne vän och erhöll erkännande även av Beethoven. År 1826 blev Lachner teaterkapellmästare i Wien, 1834 i Mannheim och 1836 vid hovoperan i München. Där utvecklade han en utomordentligt fruktbärande verksamhet som dirigent och tonsättare. Han skapade ett rikt konsertliv i München och bragte operaanstalten till blomstring samt blev 1852 utnämnd till generalmusikdirektör. Lachner begärde 1865 sitt avsked och blev 1872 filosofie hedersdoktor vid Münchens universitet. 
Vad beträffar melodisk ingivelse och formbehärskning, särskilt inom kontrapunkten, hörde Lachner till sin tids främsta namn. Särskilt kom dessa egenskaper honom till pass i hans 7 praktfulla orkestersviter, en gammal konstform, som Lachner mer än någon annan har förtjänsten av att ha återupplivat, och där han på ett lyckligt sätt sammansmälte den ålderdomliga karaktären och grundformen med de rikare moderna resurserna i harmoni och instrumentation. Dessutom skrev Lachner oratorierna Moses och Die vier Menschenalter, fyra operor, bland vilka Catharina Cornaro (1841) någon tid höll sig uppe, mässor och andra kyrksaker, åtta symfonier, kvartetter, kvintetter, sextetter, trior, en nonett för blåsinstrument, sonater, sångromanser och omkring 120 körkompositioner med mera. 